# Nova Press
Nova Press est une société française de médias fondée en 1972 par Jean-François Bizot, créateur de Radio Nova et de périodiques comme Actuel et Nova Magazine. 

## Histoire
En 2007, Daniel Richard remplace Jean-François Bizot.
En 2015, Matthieu Pigasse (propriétaire des Inrocks) rachète le groupe par l'intermédiaire de sa holding Les Nouvelles Éditions indépendantes.
En décembre 2019, Emmanuel Hoog devient le directeur général de Nova Press, succédant ainsi à Bernard Zekri.

## Services
Cette holding est présente, entre autres, dans les secteurs d'activité suivants :

### Radios
- Radio Nova (Paris) : radio musicale variée nationale diffusant entre autres de la musique électronique, du reggae, de la new wave, du jazz et des musiques du monde.
- TSF Jazz (Paris) : radio thématique musicale nationale axée sur le jazz jusqu'en 2007, puis revendue à Gérard Brémond.

### Autres secteurs
- Novanet
- Nova Records : maison de disques
- Nova Régie : régie publicitaire
- Nova Production : production de contenus
- Nova Éditions : édition
- Nova Spot : Production d'habillages et de publicités audios

Le groupe, propriétaire de la marque « Actuel », a par ailleurs également possédé un magazine, Nova Magazine, créée en décembre 1994, et dont la parution a été suspendue en février 2005.